# آلين هولمان
آلين هولمان (بالإنجليزية: Ellen Hollman)‏ هي ممثلة أمريكية، ولدت في 1 أبريل 1983 بديترويت في الولايات المتحدة.

## أعمال

### مسلسلات
- إن سي آي إس
- سبارتاكوس
- عقول إجرامية
- ويدز

## وصلات خارجية
- آلين هولمان على موقع IMDb (الإنجليزية)
- آلين هولمان على موقع ألو سيني (الفرنسية)
- آلين هولمان على موقع أول موفي (الإنجليزية)
- آلين هولمان على موقع قاعدة بيانات الفيلم (الإنجليزية)
- آلين هولمان على موقع كينوبويسك (الروسية)